# Sura İskenderli

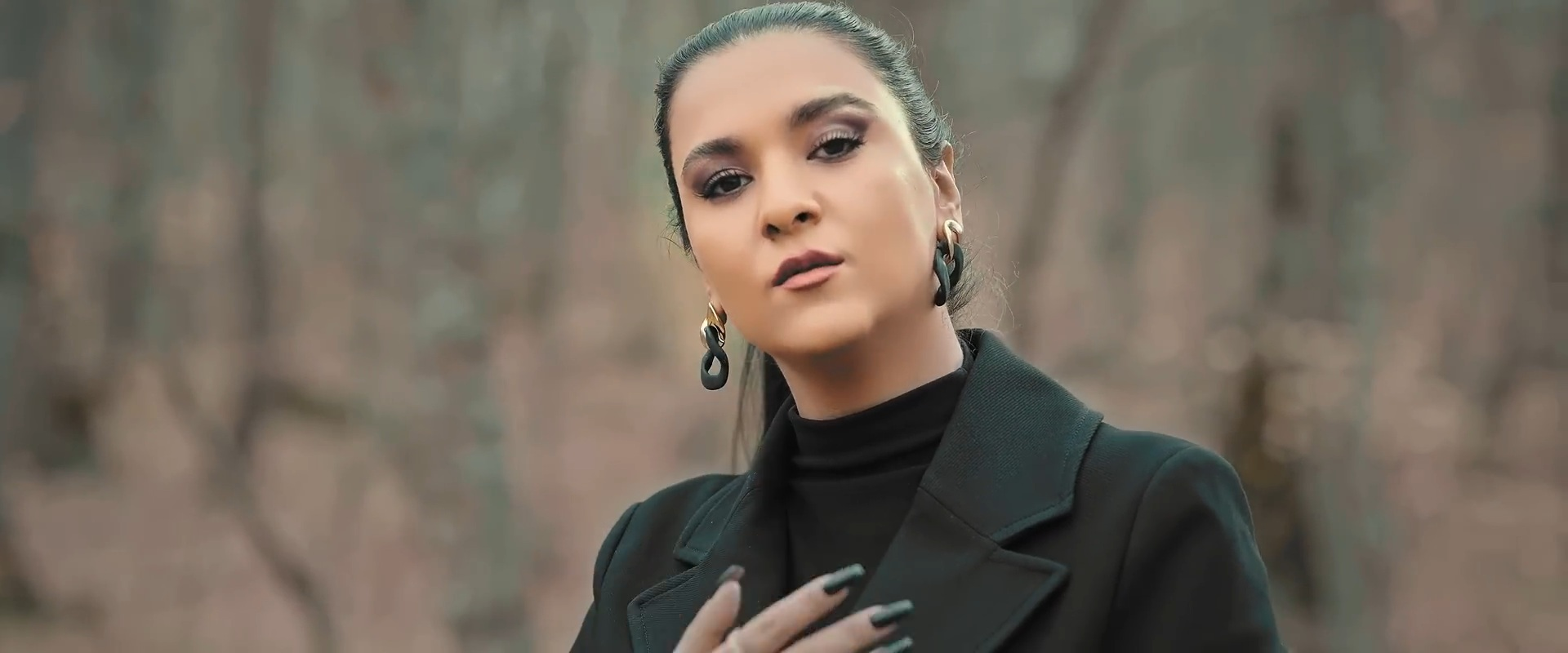
Sura İskenderli, 2023

Sura İskenderli (aserbaidschanisch: Sura İsgəndərli; * 17. Dezember 1994 in Baku) ist eine türkische Popsängerin und Songwriterin aserbaidschanischer Abstammung.

## Biografie
İskenderli begann schon in jungen Jahren mit dem Komponieren von Musik. Ihren Durchbruch hatte sie 2019 mit den Songs Bir Daha Yak und Yaram Derinden, die in der Türkei große Popularität erlangten. Im selben Jahr wurde der Song Bir Daha Yak bei den Altın Kelebek Awards als „Lied des Jahres“ nominiert. Im Februar 2020 erhielt sie bei den 4. Music Stars Awards die Auszeichnung für das beste Debüt einer Popsängerin. Zu ihren weiteren bekannten Singles zählen Niye, Korkularım, Hayalet, Dinle und Yok.

## Diskografie

### EPs
- 2019: Korkularım
- 2024: Derin

### Singles
| - 2019: Niye - 2019: Yaram Derinden - 2019: Dön - 2019: Yalanlar - 2019: Korkularım - 2019: Bir Daha Yak - 2020: Hayalet - 2020: Dinle - 2020: Taştan Yürek - 2021: Karanlık - 2021: Sözüm Yok Artık - 2021: Sen Al Canımı - 2021: Kandırma - 2021: Yok - 2021: Sen Olmadan (mit Lil Orxan) - 2022: Sezenler Olmuş - 2022: Seninle | - 2022: Menem Ya Sen (mit Lil Orxan) - 2022: Daha Var - 2023: Gidiyorum - 2023: 1 Hafta - 2023: Yalan - 2023: Ağıt - 2023: Bu Kadar - 2023: Yox (mit Lil Orxan) - 2024: Derinlere İniyorum - 2024: Çok Geç - 2024: Vurgun - 2025: Işıkları Söndür - 2025: Sen Sus - 2025: Ama - 2025: Sana İnat - 2025: Farkındaydın (mit Lil Orxan) |

Quelle: